# Роенок (Вірджинія)
Роенок (англ. Roanoke) — незалежне місто в США,  в штаті Вірджинія. Населення — 100 011 особа (2020).

## Географія
Роенок розташований за координатами 37°16′40″ пн. ш. 79°57′30″ зх. д. / 37.27778° пн. ш. 79.95833° зх. д. ( 37.277830, -79.958472).  За даними Бюро перепису населення США в 2010 році місто мало площу 111,12 км², з яких 110,23 км² — суходіл та 0,88 км² — водойми.

### Клімат
| Клімат : Роенок         | Клімат : Роенок | Клімат : Роенок | Клімат : Роенок | Клімат : Роенок | Клімат : Роенок | Клімат : Роенок | Клімат : Роенок | Клімат : Роенок | Клімат : Роенок | Клімат : Роенок | Клімат : Роенок | Клімат : Роенок | Клімат : Роенок |
| Показник                | Січ.            | Лют.            | Бер.            | Квіт.           | Трав.           | Черв.           | Лип.            | Серп.           | Вер.            | Жовт.           | Лист.           | Груд.           | Рік             |
| Абсолютний максимум, °C | 27,2            | 28,3            | 32,2            | 35,0            | 37,2            | 40,0            | 40,6            | 40,6            | 39,4            | 37,2            | 28,3            | 26,7            | 40,6            |
| Середній максимум, °C   | 7,6             | 9,6             | 14,4            | 20,0            | 24,3            | 28,6            | 30,6            | 29,9            | 25,8            | 20,5            | 14,8            | 8,8             | 19,6            |
| Середній мінімум, °C    | −2,5            | −1,2            | 2,6             | 7,4             | 11,9            | 16,8            | 19,1            | 18,3            | 14,2            | 8,1             | 3,2             | −1,1            | 8,1             |
| Абсолютний мінімум, °C  | −23,9           | −18,3           | −12,8           | −9,4            | −1,1            | 2,2             | 8,3             | 5,6             | 0,0             | −5,6            | −13,3           | −24,4           | −24,4           |
| Норма опадів, мм        | 74              | 73              | 88              | 86              | 103             | 97              | 103             | 90              | 99              | 73              | 86              | 75              | 1047            |
| Днів з опадами          | 8,7             | 9,4             | 10,4            | 10,3            | 12,1            | 10,8            | 11,8            | 9,3             | 8,4             | 7,7             | 8,0             | 9,0             | 115,9           |
| Днів зі снігом          | 2,4             | 2,5             | 1,2             | 0,3             | 0               | 0               | 0               | 0               | 0               | 0               | 0,2             | 1,7             | 8,3             |
| ----------------------- | --------------- | --------------- | --------------- | --------------- | --------------- | --------------- | --------------- | --------------- | --------------- | --------------- | --------------- | --------------- | --------------- |
| Джерело: NOAA           |                 |                 |                 |                 |                 |                 |                 |                 |                 |                 |                 |                 |                 |

## Демографія
Згідно з переписом 2010 року, у місті мешкали 97 032 особи в 42 712 домогосподарствах у складі 23 487 родин. Густота населення становила 873 особи/км².  Було 47453 помешкання (427/км²). 
Расовий склад населення:
| - 64,2 % — білих - 28,5 % — чорних або афроамериканців - 1,8 % — азіатів - 0,3 % — корінних американців - 0,1 % — вихідців з тихоокеанських островів - 2,4 % — осіб інших рас |

До двох чи більше рас належало 2,8 %. Іспаномовні складали 5,5 % від усіх жителів.
За віковим діапазоном населення розподілялося таким чином: 21,8 % — особи молодші 18 років, 63,9 % — особи у віці 18—64 років, 14,3 % — особи у віці 65 років та старші. Медіана віку мешканця становила 38,5 року. На 100 осіб жіночої статі у місті припадало 91,6 чоловіків;  на 100 жінок у віці від 18 років та старших — 87,9 чоловіків також старших 18 років.
Середній дохід на одне домашнє господарство  становив 53 702 долари США (медіана — 39 930), а середній дохід на одну сім'ю — 65 074 долари (медіана — 50 786). Медіана доходів становила 38 318 доларів для чоловіків та 33 219 доларів для жінок. За межею бідності перебувало 21,2 % осіб, у тому числі 32,8 % дітей у віці до 18 років та 10,3 % осіб у віці 65 років та старших.
Цивільне працевлаштоване населення становило 46 331 осіб. Основні галузі зайнятості: освіта, охорона здоров'я та соціальна допомога — 25,6 %, мистецтво, розваги та відпочинок — 13,3 %, роздрібна торгівля — 12,8 %.

## Персоналії
- Лінн Барі (1913-1989) — американська акторка.